# غورنورالسكيي
غورنورالسكيي (بالروسية: Горноуральский) هي مدينة في مقاطعة سفيردلوفسك أوبلاست في روسيا.
يبلغ عدد سكانها حوالي 4263 نسمة.